# Marcus Antonius Julianus
Marcus Antonius Julianus was een Romeins politicus uit de eerste eeuw n.Chr.
Marcus Antonius Julianus wordt door Flavius Josephus genoemd als de procurator van Judea tijdens de Joodse Oorlog. Hij zou daarmee de opvolger zijn van Gessius Florus, die tot het uitbreken van de oorlog (in 66 n.Chr.) procurator van Judea was. Uit zijn naam kan mogelijk worden opgemaakt dat hij familie is van Antonius Felix, die eerder gouverneur van Judea was, en mogelijk ligt daarin de aanleiding voor zijn benoeming. Of hij ook daadwerkelijk als procurator over Judea gefunctioneerd heeft, is niet aannemelijk. Tijdens de Joodse Oorlog was er geen sprake van regulier Romeins bestuur en lag het opperbevel over de Romeinse legioenen bij de generaals Vespasianus en Titus. Op de enige plaats waar Antonius Julianus door Flavius Josephus genoemd wordt, neemt hij als een van de adviseurs van Titus deel aan een strategisch overleg, maar in zijn weergave van dit overleg wekt Josephus niet de indruk dat Marcus Antonius Julianus in dat overleg een rol van betekenis heeft gespeeld.
Verder wordt Antonius Julianus alleen nog vermeld bij Minucius Felix, die over hem zegt dat hij een literair werk over de Joden geschreven heeft. Van dit werk is echter niets bewaard gebleven.